# Electro Dunas
Electro Dunas es una empresa peruana de generación y distribución de energía eléctrica. Esta certificada y regulada por el Ministerio de Energía y Minas del Perú. Cuenta con tres centrales térmicas con una capacidad instalada de 50MW. 
En el año 2023, la cantidad de clientes con contrato de condiciones uniformes vigente fue de 274.766

## Historia
La empresa inicio operaciones el 30 de enero de 1912, bajo la denominación de Sociedad Anónima de Electricidad Limitada.
El 4 de abril de 1987, cambio su denominación a; Empresa regional de servicio publico de electricidad de sur medio o Electro Sur Medio. hasta el 15 de noviembre de 2009. Cuando cambio su denominación a Electro dunas.
El 7 de agosto de 2019 el Grupo Energía Bogotá adquiere la totalidad de las acciones de Dunas Energía.
El 12 de noviembre de 2024, Electro Dunas recibió la autorización para operar la Central térmica Nasca.